# Зарічне (городище)
Городище і селище поблизу смт Зарічне — археологічна пам'ятка, городище давньоруського часу в Зарічненському районі Рівненської області України. Пам'ятка археології України національного значення.

## Розташування
Розташоване за 0,5 км на південний захід від хутора Пішаниця, 1 км на схід від смт. Зарічне, в заплаві правого берегу ріки Стир, в урочищі «Городище».

## Опис
Городище розташоване в заболоченій заплаві правого берега річки Стир на піщаному підвищенні. Споруджене біля північного краю підвищення, у південній частині розташоване давньоруське селище. Городище округле в плані, розмірами 55×60 м. По периметру обмежене валом, висота якого із зовнішньої сторони 1,5-2 м. Майданчик помітно підвищується до центру. Культурний шар на городищі слабо насичений знахідками X—XII століть, його потужність 0,3 м.

## Дослідження
Городище досліджувалося І. Русановою в 1957 році та Б. Прищепою в 1988 році.